# Dermatoglifia

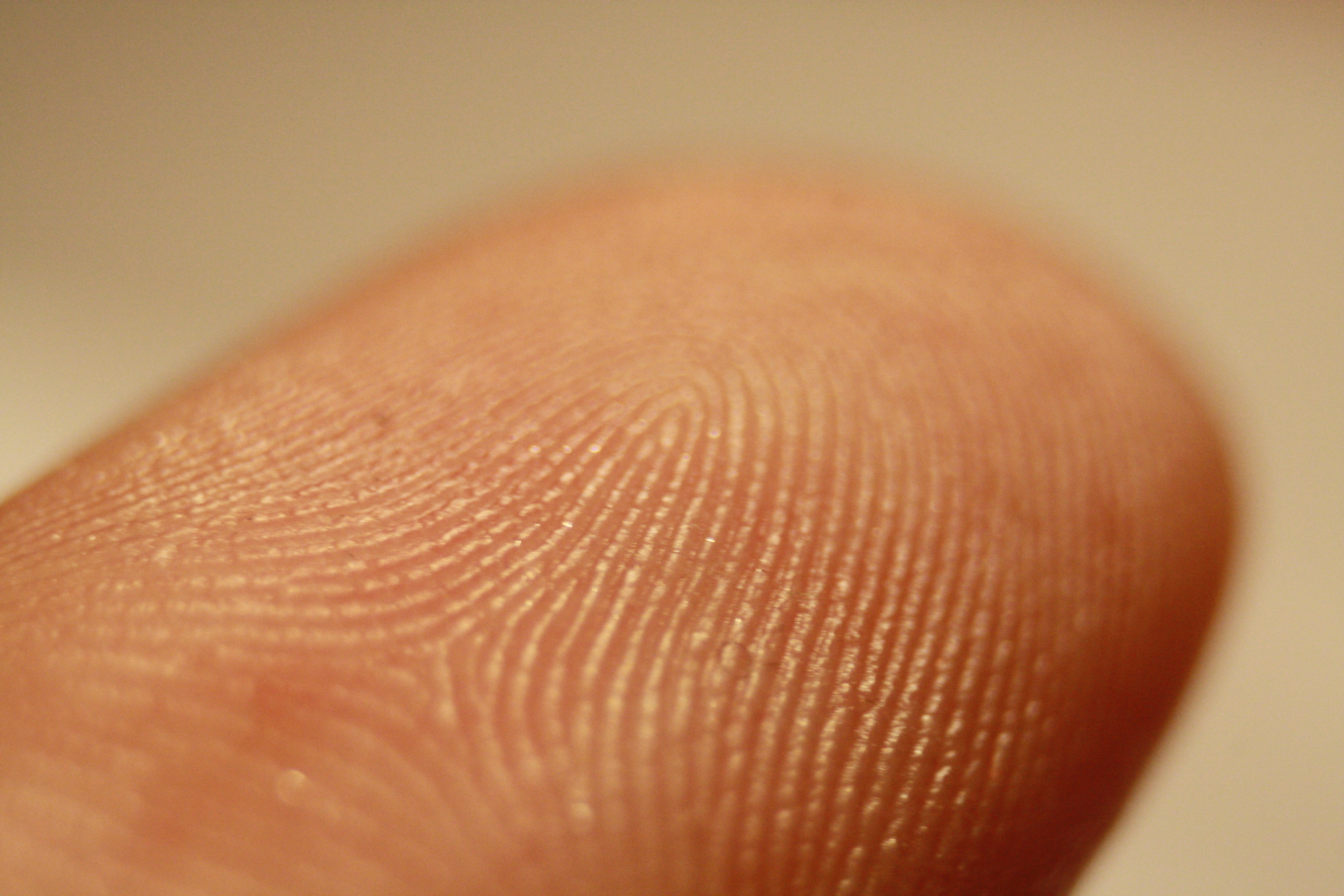
Pormenor de um dedo humano.

Dermatoglifia (do grego antigo derma = "pele", glyphos = "símbolos") é o estudo científico das impressões digitais. O termo foi introduzido pelo Dr. Harold Cummins, o pai da análise de impressões digitais. 
O método dermatoglífico permite obter informações a respeito do potencial genético do indivíduo através de análise de impressões digitais (ID).  É utilizado na teoria e na prática da orientação dos esportes modernos e da metodologia do treinamento visando resultados de altíssimo nível, sendo também já realizado análises em modalidades antes não alcançadas. A análise das impressões digitais pode revelar uma série de patologias congênitas e defeitos do desenvolvimento, por exemplo, a síndrome de Down.

## Discussão
Todos os primatas têm a pele (marcada), o que também se pode encontrar nas patas de determinados mamíferos e nas caudas de algumas espécies do macaco. Nos seres humanos, os dermatoglifos estão presentes nos dedos das mãos, nas palmas, nos dedos do pé, e nas plantas dos pés, e podem ser notados em um período crucial da embriogênese, entre 4 semanas e 5 meses, quando a arquitetura dos sistemas principais do órgão está se formando. 
A desordem nos padrões digitais é denominada Adermatoglifia, conhecida informalmente como doença da demora de imigração, porque alguns países exigem impressões digitais para a entrada neles.
Padrões dermatoglíficos incomuns frequentemente estão relacionados com doenças genéticas [carece de fontes?]:
- Trissomia do 21 (Síndrome de Down): Geralmente todos são laços ulnares e prega única palmar em 50% (prega única palmar rigorosamente não deve ser considerada como dermatóglifo).
- Síndrome de Turner: Predominância de verticilos.
- 47, XXY (Síndrome de Klinefelter): Excesso de arcos.
- Trissomia do 13 (Síndrome de Patau): Excesso de arcos e pregas simiescas (sinônimo de prega única palmar) em 60%.
- Trissomia do 18 (Síndrome de Edwards) 6 - 10 arcos e pregas simiescas em 30%.
- Síndrome Cri-du-Chat (5p-): Excesso de arcos e pregas simiescas em 90%
- O ângulo entre triradia 'a' e 't' e 'd' é gerlamente maior que 66 graus na síndrome de Down.

## Termos
O triradius é um ponto situado na união entre três cumes direcionais. Sua contagem varia de um padrão para outro, zero para arco simples, um para arco longo, alça (ou laço) e dois ou mais para verticilo ou dupla-alça. Na palma da mão os triradii (trirádios em latim) são marcados por letras, assim como, a, b, c, d ou t. Cada letra corresponde normalmente aos trirádios encontrados na base dos dedos, sendo t relacionado à base do polegar. Caso haja trirádios acessórios palmares, proximais aos trirádios digitais, grifa-se t' ou t".